# Scarus festivus
Scarus festivus là một loài cá biển thuộc chi Scarus trong họ Cá mó. Loài này được mô tả lần đầu tiên vào năm 1840.

## Từ nguyên
Tính từ định danh của loài trong tiếng Latinh có nghĩa là "vui mắt", không rõ hàm ý, có lẽ đề cập đến việc cá đực có nhiều màu sắc.

## Phạm vi phân bố và môi trường sống
Ở Ấn Độ Dương, S. festivus được ghi nhận dọc theo bờ biển Đông Phi, bao gồm Madagascar và những đảo quốc xung quanh, trải dài về phía đông đến Maldives và quần đảo Chagos.
Ở Thái Bình Dương, từ vùng biển Nha Trang (Việt Nam), S. festivus được ghi nhận trải dài đến vùng biển các nước Đông Nam Á hải đảo và một số đảo quốc, quần đảo thuộc châu Đại Dương; phía bắc giới hạn đến quần đảo Ryukyu và quần đảo Ogasawara (Nhật Bản).
Môi trường sống của S. festivus là các rạn san hô viền bờ và rạn san hô trong các đầm phá ở độ sâu đến ít nhất là 30 m.

## Mô tả
S. festivus có chiều dài cơ thể tối đa được biết đến là 45 cm. Cá đực có màu xanh lục; vảy có viền màu cam. Trán có bướu lớn nhô lên rõ rệt. Đầu có các vệt màu xanh lục lam bao quanh miệng, băng qua mắt, cũng như trên mõm và dưới cằm. Vây đuôi có thùy dài và nhọn, có dải viền màu cam tạo thành hình lưỡi liềm; rìa sau của đuôi có màu lục lam. Cuống đuôi có thể có đốm màu vàng. Vây lưng và vây hậu môn cùng hai thùy đuôi có dải rìa ngoài màu xanh lam. Vây lưng và vây hậu môn có dải màu cam ở giữa.
Số gai vây lưng: 9; Số tia vây ở vây lưng: 10; Số gai vây hậu môn: 3; Số tia vây ở vây hậu môn: 9; Số tia vây ở vây ngực: 14.

## Sinh thái học
Thức ăn của S. festivus chủ yếu là tảo, đôi khi chúng ăn cả san hô.

## Thương mại
S. festivus chủ yếu được đánh bắt thủ công và được bán ở các chợ cá.